# Watterstown
Watterstown – miasto w Stanach Zjednoczonych, w stanie Wisconsin, w hrabstwie Grant.